# 山岸舞彩
山岸 舞彩（やまぎし まい、1987年〈昭和62年〉2月9日 - ）は、日本の元タレント、元キャスター、書家。かつてセント・フォースに所属していた。
以降は、山岸 彩周（やまぎし さいしゅう）の名前で書家として活動している。

## 略歴・人物
東京都中央区出身。幼稚園から大学まで、日本女子大学の系列校および同大学に学内進学で在籍。同大学文学部日本文学科卒業。兄がいる。

### タレント活動
大学入学後にモデルとしてデビューし、2005年秋には2006年東レキャンペーンガールに選出された。
2006年春からは『激走!GT』（テレビ東京）で1年間リポーターを務めた。同番組への出演がきっかけでモータースポーツに興味を示すようになり、のちにナビゲーターを務める世界ラリー選手権の番組では解説者に対し玄人ばりの鋭いツッコミを入れることもある。またプライベートでレース観戦にも行くようになった。ドラマでは、2006年秋の『だめんず・うぉ〜か〜』（テレビ朝日）、2007年春、木曜時代劇『柳生十兵衛七番勝負 最後の闘い』（NHK、第3回 のぶ役）に出演した。
2007年秋、アンジェリックからセント・フォースに移籍。同年10月から2009年3月まで、『やじうまプラス』（テレビ朝日）で天気予報や交通情報のキャスターを務めた。
2009年4月から2011年3月まで、『Jリーグタイム』（NHK BS1のJリーグ速報番組）のキャスターを担当。サッカーの知識が全くない状態での起用だったが、資料作成や試合会場・練習場への取材を重ねるにつれて、専門家以上の知識を習得するまでに到ったという。
2011年4月から2013年3月まで、NHK総合テレビの週末のスポーツニュース・情報番組（『サタデースポーツ』『サンデースポーツ』）のメインキャスターを担当。
2012年、NHKロンドンオリンピック放送の現地キャスターに起用された。
2013年4月からは、『NEWS ZERO』（日本テレビ）にニュース・カルチャー担当キャスターとして出演した。
2015年7月28日、30代一般男性（NHKアナウンサー、青井実の兄）と結婚したことと、9月末で『NEWS ZERO』を降板し芸能界から引退することをFAXで発表した。
2015年10月1日放送の『NEWS ZERO』を以って芸能界から引退。
2016年2月21日、挙式・披露宴を行った。

### 書家
書道においては、2009年12月に現代書道研究所の教育部師範試験に合格し、2010年（平成22年）1月に師範免状を授与された。雅号は「彩周」（舞彩の「彩」＋書道の師匠より「周」という一字を取っている）。
2005年から毎日書道展に連続入選している。
- 2010年（第62回）は「かな部1類」でただ一人U23新鋭賞を受賞。
- 2013年（第65回）は近代詩文書部で佳作賞を受賞、かな部で入選とダブル入賞した[9]。
- 2014年（第66回）はかな部で佳作賞、近代詩文書部で入選と2年連続でダブル入賞し[10]、さらにかな部での10年連続入選で会友（無鑑査）の資格も獲得した[11]。

これらの技能を活かし、NHK『2010 FIFAワールドカップデイリーハイライト』では、大会終盤に設けられた「1文字で大会を振り返る」というコーナーの一筆を担当した。
芸能界引退後も書家としての活動は継続しており、2016年（第68回）の毎日書道展では、かな部（無鑑査出品）に加え近代詩文書部で入選している。

## エピソード
- 父親が築地市場（場外市場）で、1927年（昭和2年）創業の老舗卵焼き店『山勇』を経営していた[3]。テリー伊藤の兄・アニー伊藤こと伊藤光男が経営する卵焼き店「丸武」から100m程の場所にあり、本人が「丸武」へ手伝いに出ることもあった[14]。
- 特技はゴルフ、水泳、書道[15]。 水泳は、背泳ぎでジュニアオリンピック東京都大会に出場する程の実力。水泳を続けてきたことで、肩幅ががっちりしている。そのことから「肩さん」というあだ名がインターネット上でついた[16]。自分のブログで自ら「肩さん」ネタに言及している[17]。
- 晴れ女を自称している[18]。
- ゴルフは、小学低学年から始め中学時代に関東6位。ベストスコアは75[3]。
- 2014年2月、東京マラソンに参加し完走[19]。
- 2018年5月29日、東京都港区南青山3の路上で乗用車を運転中に、原付バイクと衝突する事故を起こしていた事が明らかとなった[20]。

## 出演

### テレビ
- 激走!GT（2006年3月19日 - 2007年3月11日、テレビ東京） - リポーター
- だめんず・うぉ〜か〜（テレビ朝日）
- 木曜時代劇 柳生十兵衛七番勝負 最後の闘い（2007年04月14日、NHK総合） - のぶ 役
- やじうまプラス（2007年9月30日 - 2009年4月1日、テレビ朝日）[注釈 4]
- ボウリング革命 P★League（BS日テレ）
- WRC 世界ラリー選手権（J SPORTS） - ナビゲーター
  - 2008シーズン
  - 2009シーズン
  - 2010シーズン
- Jリーグタイム（2009年2月28日 - 2011年1月22日、NHK BS1） - 司会
- 2010 FIFAワールドカップ南アフリカ大会関連番組（NHK）
  - アジア最終予選スペシャル「日本×オーストラリア」（2009年2月28日 - 2011年1月22日、NHK BS1） - キャスター
  - 組み合わせ抽選会（2009年12月4日、NHK） - キャスター
  - 決定!サッカー日本代表・サッカー日本代表発表記者会見（2010年5月10日、NHK） - キャスター
  - デイリーハイライト（2010年6月12日 - 7月11日、NHK） - スタジオ司会
- AFCアジアチャンピオンズリーグ
  - 1次リーグハイライト（2009年大会）（2009年6月23日、NHK BS1） - ナビゲーター
  - 決勝直前!ハイライト（2010年大会）（2010年11月13日、NHK BS1） - キャスター
- 天皇杯全日本サッカー選手権大会関連番組
  - サッカー 天皇杯への道 関東・代表決定戦ハイライト（2009年9月6日（第89回大会）・2010年9月3日（第90回大会）、NHK） - キャスター
  - 第89回天皇杯サッカーダイジェスト（NHK・NHK BS1） - キャスター
  - 第90回天皇杯サッカーダイジェスト（NHK・NHK BS1） - キャスター
  - いよいよ準々決勝!天皇杯サッカー 優勝への道（2010年12月23日、NHK） - キャスター
  - おめでとう天皇杯チャンピオン!「勝者が語る優勝の軌跡」（ 2011年1月1日、NHK BS1） -  キャスター
- 2011AFCアジアカップ 及び、関連番組（NHK BS1） - スタジオ司会
- ゴルフまるごと宮里流スペシャル（2010年1月1日、テレビ東京） - アシスタント
- MasterCard presents 大人のゴルたびinグアム（2010年3月28日・4月25日・5月30日、全3回、BSジャパン）
- GIANT KILLING（アニメーション）（2010年4月4日 - 9月26日[注釈 5]、NHK BS-hi） - 本編後ミニコーナー担当
- 2010三井住友VISA太平洋マスターズ・プロアマ（2010年11月14日、TBSテレビ）[注釈 6]
- Culture Journal（2010年10月7日 - 2011年1月5日、日本テレビ） - MC[注釈 7]
- Jリーグ最終節スペシャル（2010年12月4日、NHK BS1） - キャスター
- 大人のゴルたびinグアム 完全保存版 総集編スペシャル（2010年12月31日、BSジャパン）
- 初夢か?現実か? 2011新春!暮らしを大予想（2011年1月1日、NHK） - 中継リポーター[注釈 8]
- 宮里三兄妹 New Year's Special 第2弾（2011年1月1日、テレビ東京）[注釈 9]
- 聖志のゴルフ宮里流（テレビ東京） - レッスン生（準レギュラー）
- ビジネス・クリック（2009年10月12日 - 2011年3月28日、TBSテレビ） - ナビゲーター
- ナデシコパ。&世界を青く!（2011年6月 - 7月・9月、NHK）[注釈 10]
- サタデースポーツ・サンデースポーツ（2011年4月 - 2013年3月24日、NHK総合）[注釈 11][注釈 12]
- ロンドンオリンピック（2012年、日本時間深夜 - 未明、NHK総合） - 現地進行・案内役
- 連続テレビ小説 あまちゃん（2013年9月25日、NHK） - アナウンサー 役
- おらが町のお悩み陳情！第1次さんま内閣（2013年9月29日、フジテレビ） - 秘書
- 世界に誇る50人の日本人 成功の遺伝史（2013年12月30日、日本テレビ） - スタジオゲスト
- ワンダフルライフ（2014年4月20日 - 9月14日、フジテレビ） - MC
- NEWS ZERO（2013年4月1日 - 2015年10月1日、日本テレビ） - 月‐木曜 進行キャスター[21]

### CM
- Man to Man G.com
- GU（ゴルフユー）
- ゼビオグループ 「スーパースポーツゼビオ」（2008年 - 2011年）[注釈 13]
- ポーラ化粧品「ホワイティシモ」（2010年） - 小林麻央をメインとした同事務所の7人のタレントがニュース番組のキャスター・リポーターという設定で共演
- サントリーフーズ「BOSS 贅沢微糖」（2010年） - 上記「ホワイティシモ」でも共演していた高樹千佳子、松本あゆ美と共にお天気キャスター役で出演
- パナソニック「おうちリフレ」[22]（2013年11月 - 2014年）
- ユピテル「ポータブルナビゲーション」[23]（2013年11月 - 2014年）

### ラジオ
- 四番 なかやま（2007年1月27日、TBSラジオ） - ゲスト

### ゲーム
- Jリーグ プロサッカークラブをつくろう!6 Pride of J（2009年11月12日、セガ、PlayStation Portable）
  - 本人役で登場。ゲーム内での設定は、クラブの取材に訪れるTV局のアナウンサーであり、現実では「Jリーグタイム」の司会であることを意識した設定となっている。
  - 山岸のほか同じ事務所の皆藤愛子、八田亜矢子、鷲尾春果、大澤亜季子、伊藤友里も登場。

## 雑誌グラビア
- ビッグコミックスピリッツ（2007年 渡辺蘭と共演・2010年12月6日号 巻末グラビア・2011年6月13日号 表紙、巻頭グラビア・2013年9月2日号 表紙、中グラビア、小学館）

## 書籍
- 山岸舞彩2011カレンダー[注釈 14]

### 写真集
- Maism 2011→2013（2013年12月18日、小学館、撮影：井ノ元浩二）ISBN 978-4096820872